# 단북초등학교 효제분교
단북초등학교 효제분교는 경상북도 의성군 단북면에 있었던 초등학교 분교이다.

## 연혁
- 1968년 4월 1일 단북국민학교 효제분교장 설립인가
- 1969년 3월 1일 효제국민학교 승격 인가
- 1969년 3월 20일 효제국민학교 승격 분리
- 1982년 1월 19일 병설유치원 개원
- 1994년 3월 1일 단북국민학교 분교장 격하 편입
- 1996년 3월 1일 단북초등학교 효제분교 개편
- 2000년 3월 1일 폐교 및 단북초등학교 통폐합